# Ectemnius rubicola
Ectemnius rubicola är en stekelart som först beskrevs av Dufour och Jean Pierre Omer Anne Édouard Perris 1840.  Ectemnius rubicola ingår i släktet Ectemnius, och familjen Crabronidae. Enligt den finländska rödlistan är arten nära hotad i Finland. Arten är reproducerande i Sverige. Artens livsmiljö är skogar.